# محمدو سوماره
محمدو سوماره (انگلیسی: Mohamadou Sumareh؛ زادهٔ ۲۰ سپتامبر ۱۹۹۴) بازیکن فوتبال اهل گامبیا است.
از باشگاه‌هایی که در آن بازی کرده‌است می‌توان به باشگاه فوتبال پاهانگ اشاره کرد.
وی همچنین در تیم ملی فوتبال مالزی بازی کرده‌است.